# Pravi jastrebovi
Pravi jastrebovi (Accipitrinae), potporodica grabežljivih ptica koja obuhvaća prave jastrebove unutar porodice jastrebova (Accipitridae) koja se sastoji od pet rodova, Accipiter, Melierax, Urotriorchis, Erythrotriorchis i Megatriorchis.
Jastrebovi se odlikuju veoma oštrim vidom, širokim krilima i dugim repovima. 

## Vanjske poveznice
|  | Zajednički poslužitelj ima još gradiva o temi Accipitrinae |
|  | Wikivrste imaju podatke o taksonu Accipitrinae             |